# Vereinigte Eisfabriken und Kühlhallen in Wien
Die Vereinigte Eisfabriken und Kühlhallen in Wien sind die ältesten noch bestehenden Eisfabriken in Wien. Die Fabrik befindet sich an der Pasettistraße 76 im 20. Wiener Gemeindebezirk Brigittenau (ursprünglich: Wien II., Leopoldstadt).

## Geschichte

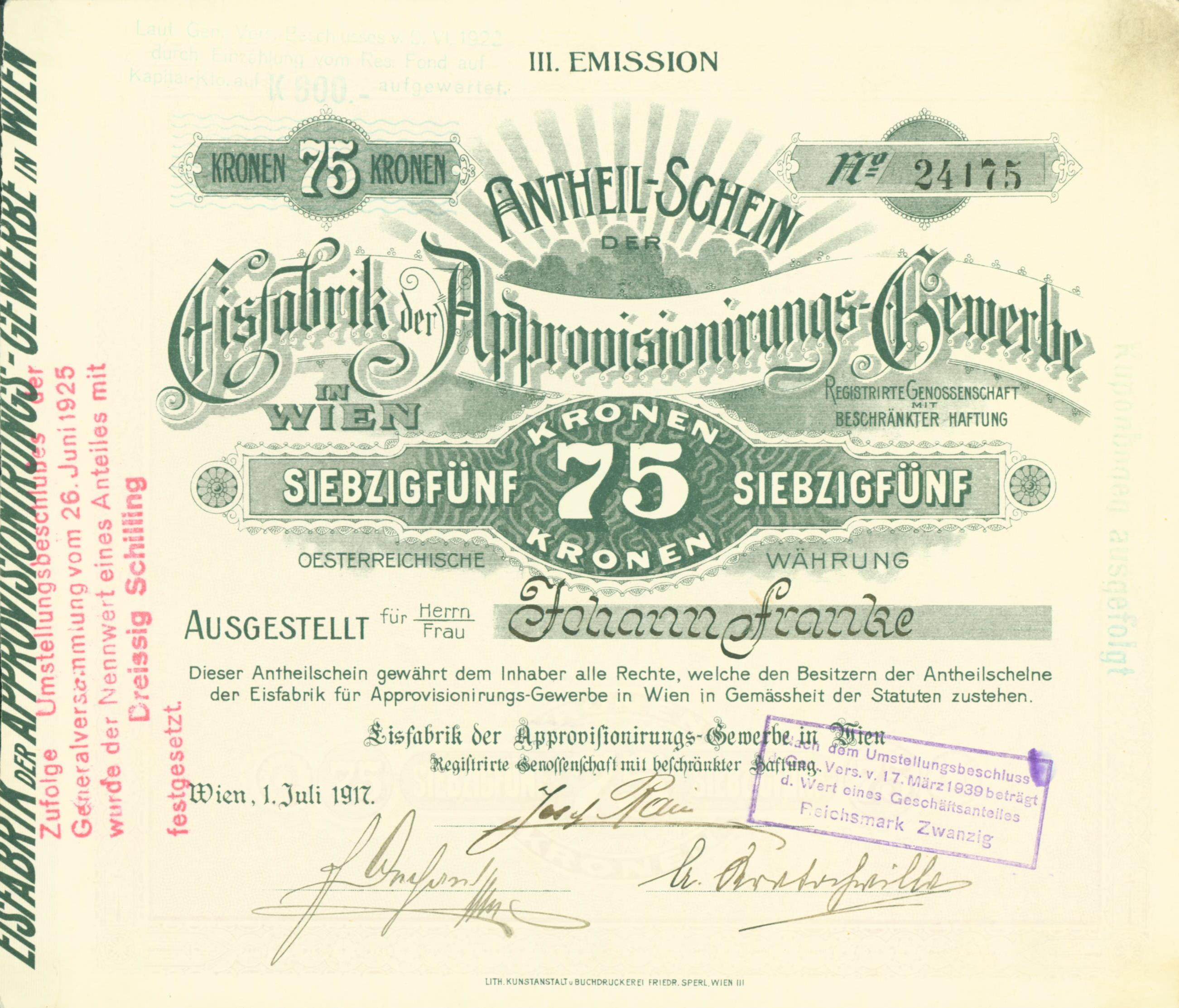
Anteilschein an der Eisfabrik der Approvisionirungs-Gewerbe in Wien vom 1. Juli 1917

Wegen der warmen Winter, der maßlosen Steigerung der Eispreise sowie nicht zuletzt der Monopolstellung der seit 1884 bestehenden Wiener Krystall-Eis-Fabrik gründeten die Wiener Gewerbebetriebe, die für die städtische Versorgung mit Lebensmitteln (Approvisionierung) zuständig waren, 1898 ihre eigene Eisfabrik. Die Eisfabrik der Approvisionirungs-Gewerbe in Wien, registrirte Genossenschaft mit beschränkter Haftung wurde am 28. März 1898 in der Volkshalle des Wiener Rathauses vor 2.000 Interessierten initiiert, um unter anderem Fleischer, Selcher und Gastwirte mit Natur- und Kunsteis (Kristalleis) zu beliefern. Die sechs Mitglieder des Vorstandes der am 13. Mai 1898 verbücherten Genossenschaft hatten folgende Gewerbevertreter zu sein: zwei Gastwirte, jeweils ein Hotelier, Fleischhauer, Kaffeesieder sowie Fleischselcher, die drei Ersatzmänner Gastwirt, Zuckerbäcker sowie Geflügel- oder Wildbrethändler.
Der Schlussstein zur Eisfabrik (Kohlensäure-Kühlmaschinen System Riedinger) wurde am 1. Dezember 1898 gelegt (Anlass: 50 Jahre Regentschaft Kaiser Franz Joseph I.), der Vollbetrieb (tägliche Belieferung von 1.600 Genossenschaftsmitgliedern) am 24. April 1899 aufgenommen.
Durch die enge Vernetzung mit den Gewerbebetrieben wurde die Eisfabrik rasch erfolgreich und konnte sogar 1917 die Wiener Krystall-Eis-Fabrik übernehmen.
Der Erste Weltkrieg sowie der Zusammenbruch Österreich-Ungarns brachten dem Unternehmen schwere Zeiten, von denen es sich aber erholen konnte: Anfang der 1930er Jahre erreichte die Kunsteiserzeugung ihren Höhepunkt. 1931 konnte zusätzlich mit der Erzeugung von Kohlensäure und Trockeneis begonnen werden.
Das erste Kühlhaus wurde zwischen 1939 und 1941 errichtet, mehrmals umgebaut, erweitert und modernisiert. Es ist bis heute in Betrieb. Mit dem Einstieg in die Tiefkühlbranche eröffnete das Unternehmen ein völlig neues und erfolgreiches Geschäftsfeld, das sich zum wichtigsten für das Unternehmen entwickelte.
Mit der Einführung des elektrischen Kühlschranks in den Haushalten und der Gastronomie in der Nachkriegszeit verlor die Eisfabrik zunehmend an Bedeutung. Die Eisherstellung wurde daher zurückgefahren und der Schwerpunkt mit dem Bau von weiteren Kühlhäusern und Kühlhallen mit Hochregalen schließlich ganz auf die Lagerung verlegt. Das Unternehmen wandelte sich somit von einem Produktions- zu einem Dienstleistungsbetrieb.
2004 wurde eine Kühlhalle umgebaut und damit die Lagerkapazität nochmals erhöht.
2015/16 wurde ein Zubau für ein neues Ammoniak-Maschinenhaus, eine Werkstätte samt Lager sowie Büro- und Sozialbereiche errichtet. Die Ausführung erfolgte nach den neuesten technischen und ökonomischen Standards und bietet eine hohe Ausfallsicherheit. Alle Rohrleitungen und Ventile wurden erneuert und in Edelstahl ausgeführt. Dadurch wurde der Energiebedarf deutlich gesenkt.
2020 wurde eine der größten innerstädtischen Photovoltaikanlagen in Betrieb genommen. Auf einer Dachfläche von 2.250 m² wird mit 1.340 Modulen eine Leistung von rund 425 kWp pro Jahr erzeugt. Damit kann ein wesentlicher Teil der benötigten Energie selbst erzeugt werden.

### Großbrand
Am Vormittag des 28. Februar 1964 entstand in dem in einem Umbau befindlichen Hauptgebäude (Tiefkühlhaus) ein Feuer, das sich in Windeseile durch die am Ziegelmauerwerk der Kühlräume angebrachte Kork-Isolierschicht fraß und zwei im vierten Stock eingeschlossenen Betriebsangehörigen das Leben kostete. Der Brand, der erst nach zwei Tagen als gelöscht gemeldet werden konnte, war nach dem Feuer im Börsengebäude (13. April 1956) der bis dahin schwerste in Wien.
Die von der Feuerwehr zur Rettung der Eingeschlossenen in die Außenmauer des vierten Obergeschoßes gebohrte wie gesprengte Öffnung wurde nach dem Brandereignis zwar vermauert und verputzt, blieb jedoch bis zu der erst nach 1970 erfolgten Fassadensanierung für Fahrgäste der in einer Entfernung von 25 Metern erhöht passierenden Schnellbahn gleichsam als Memento mori überdeutlich wahrnehmbar.

## Galerie

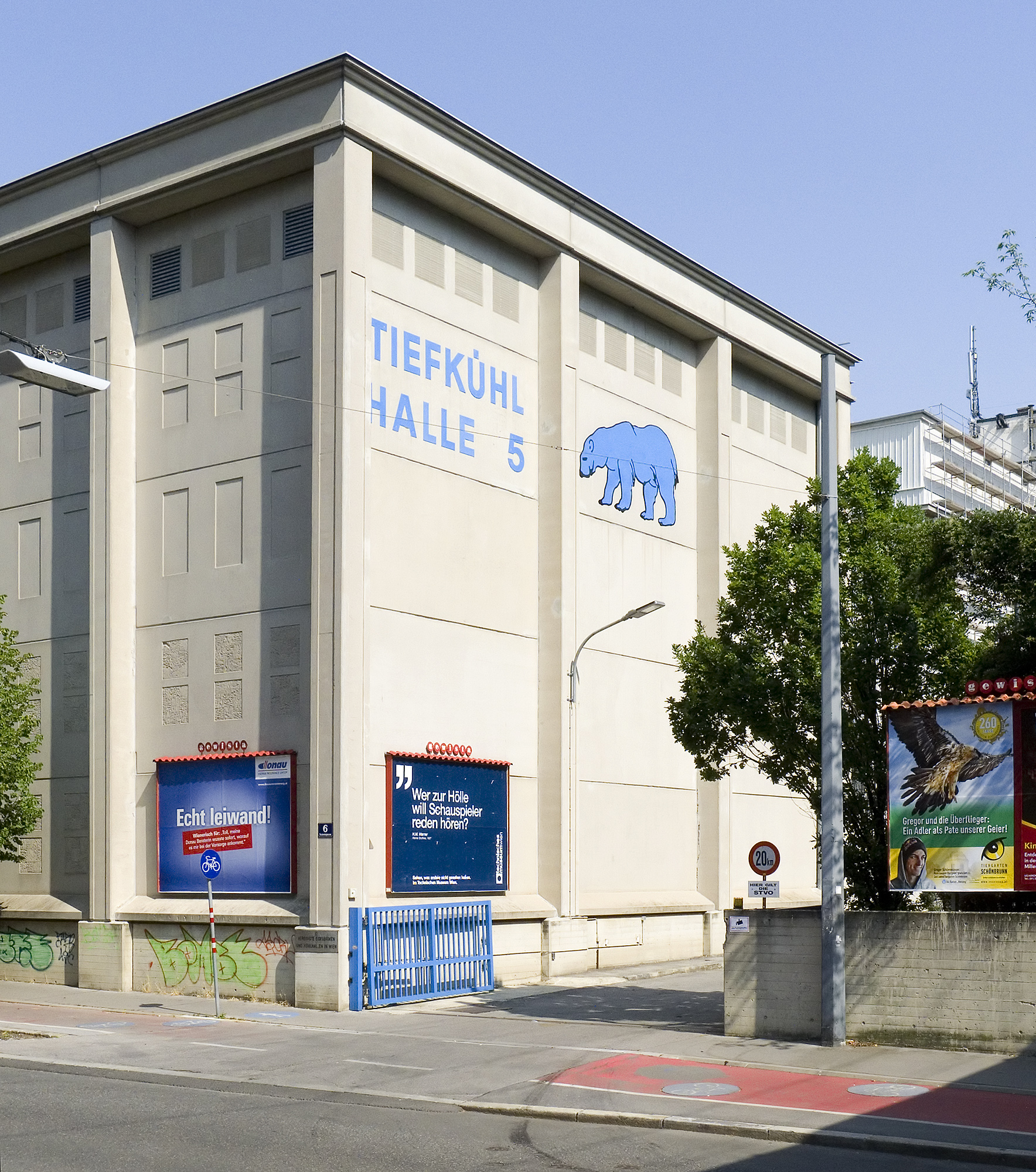
Die Tiefkühl-Halle 5
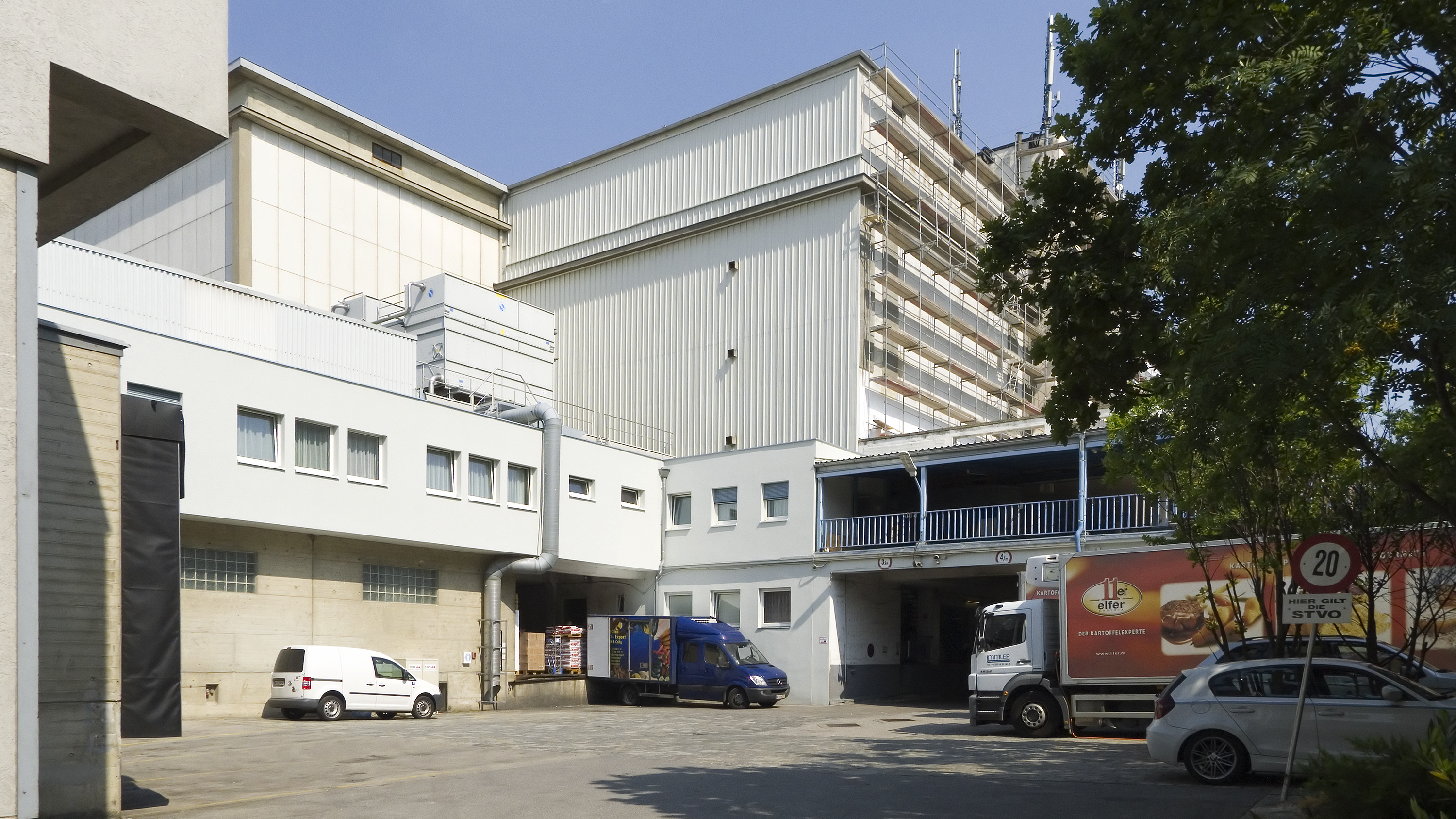
Der Westteil der Anlage
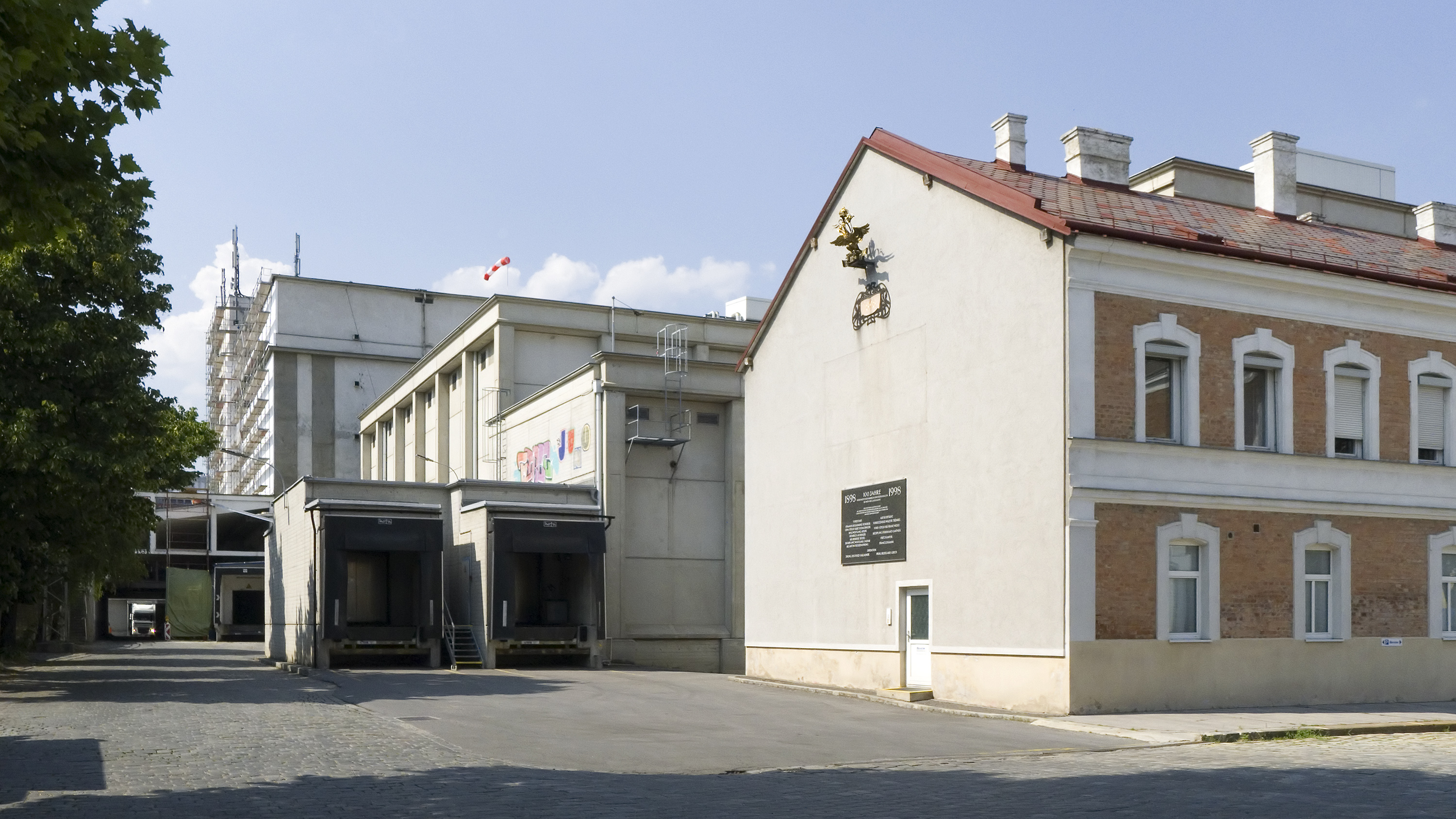
Im Zentrum der Anlage
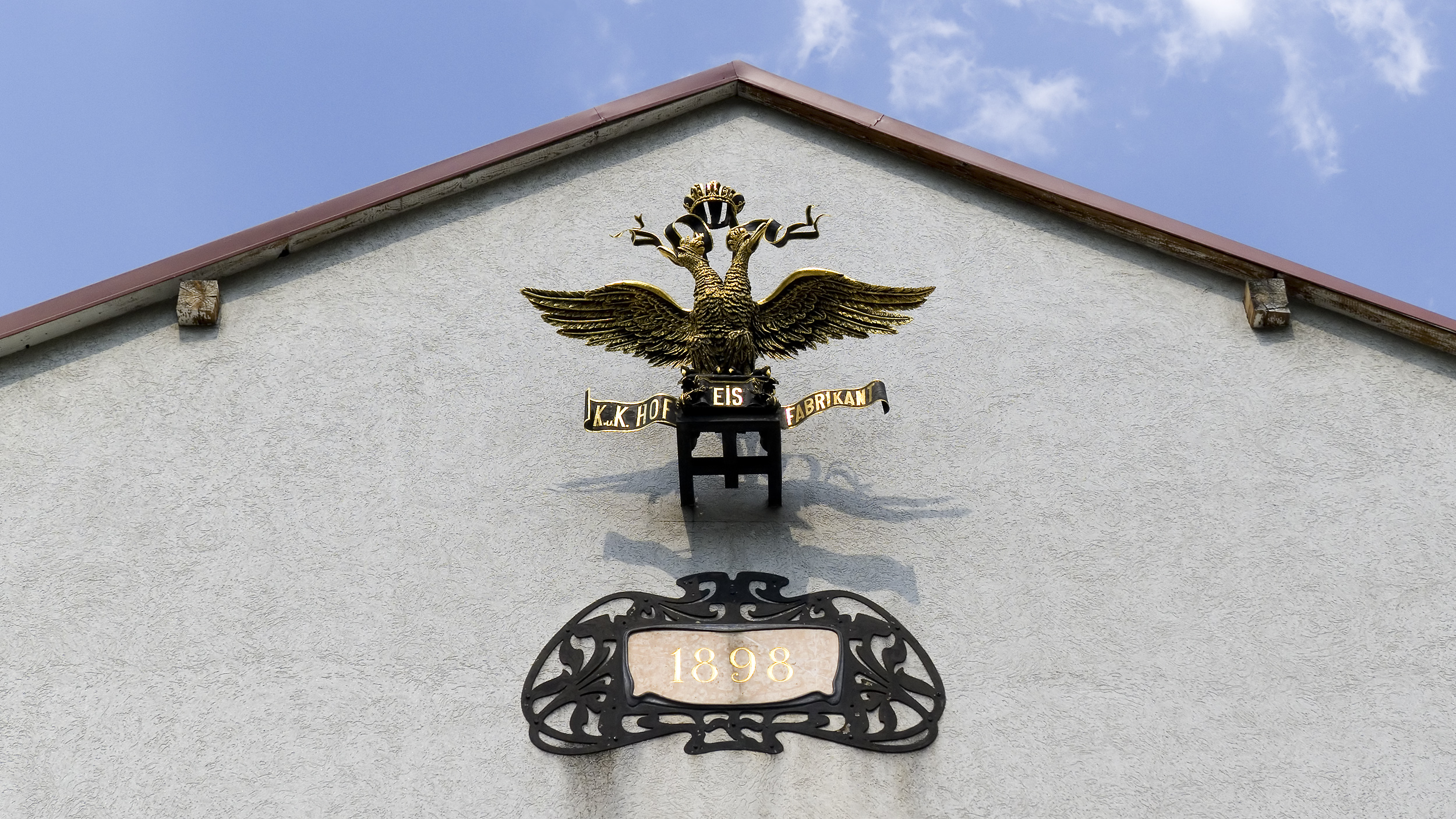
Doppeladler am Verwaltungsgebäude
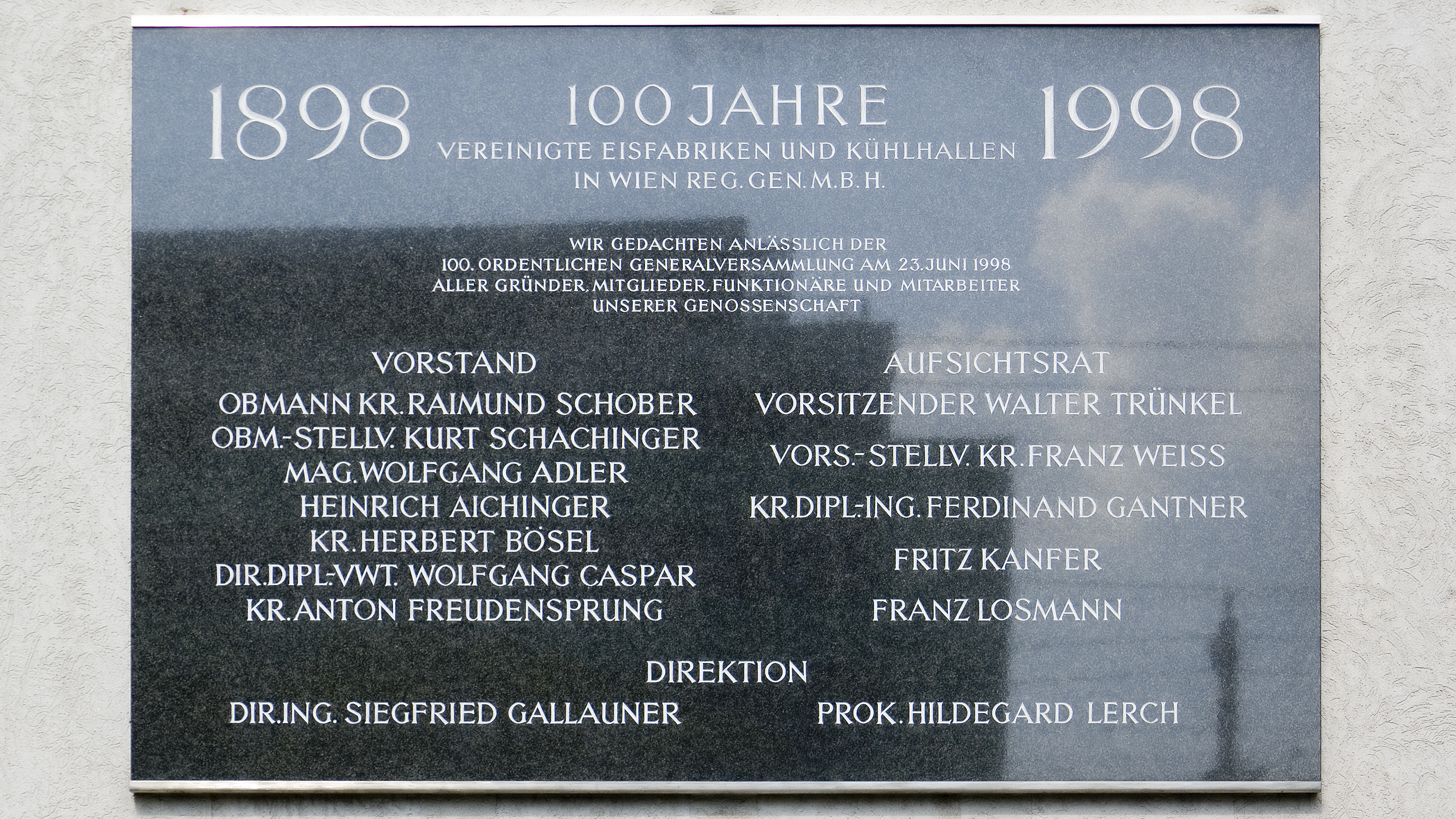
Gedenktafel am Verwaltungsgebäude
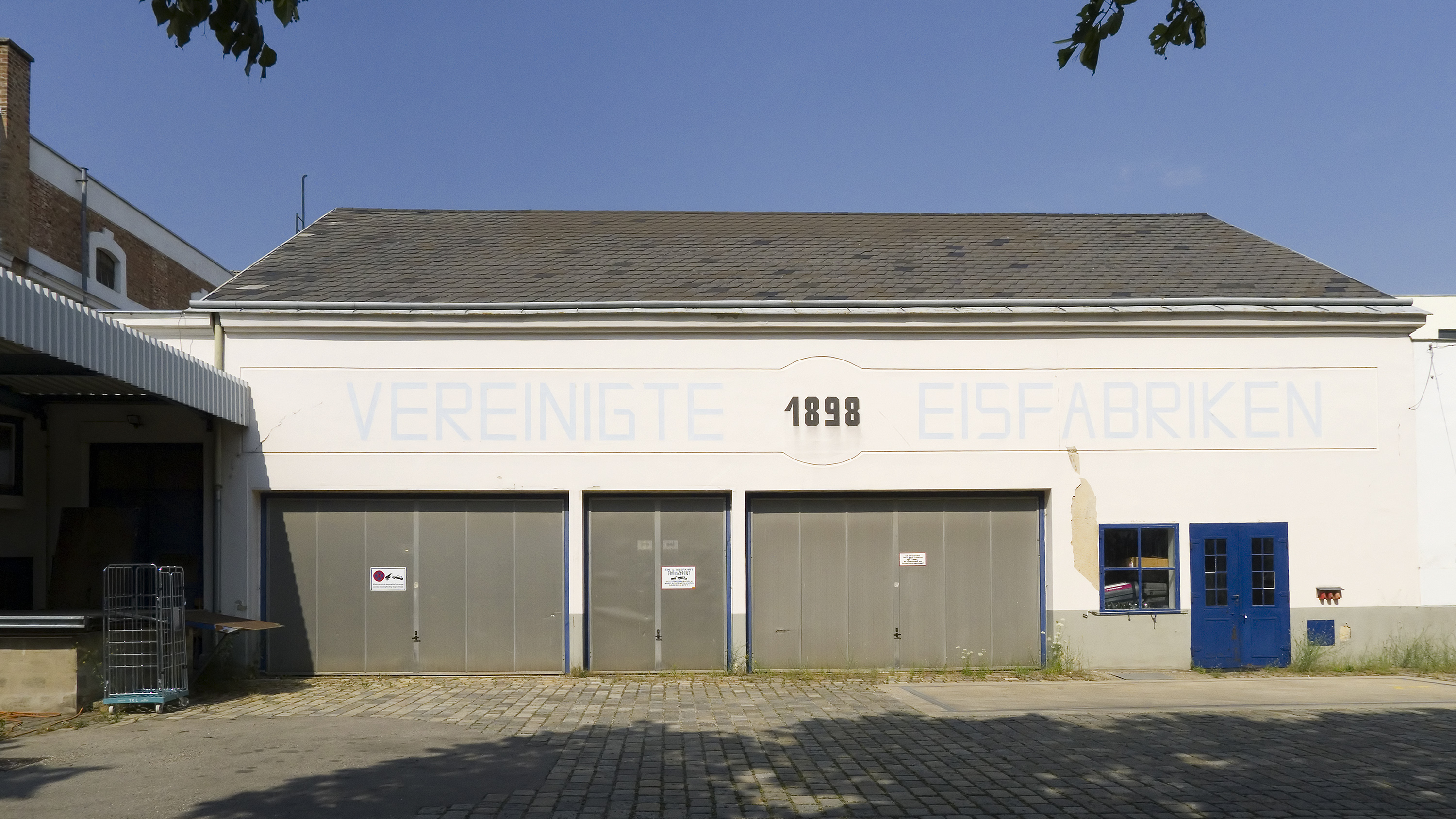
Halle in der Anlage
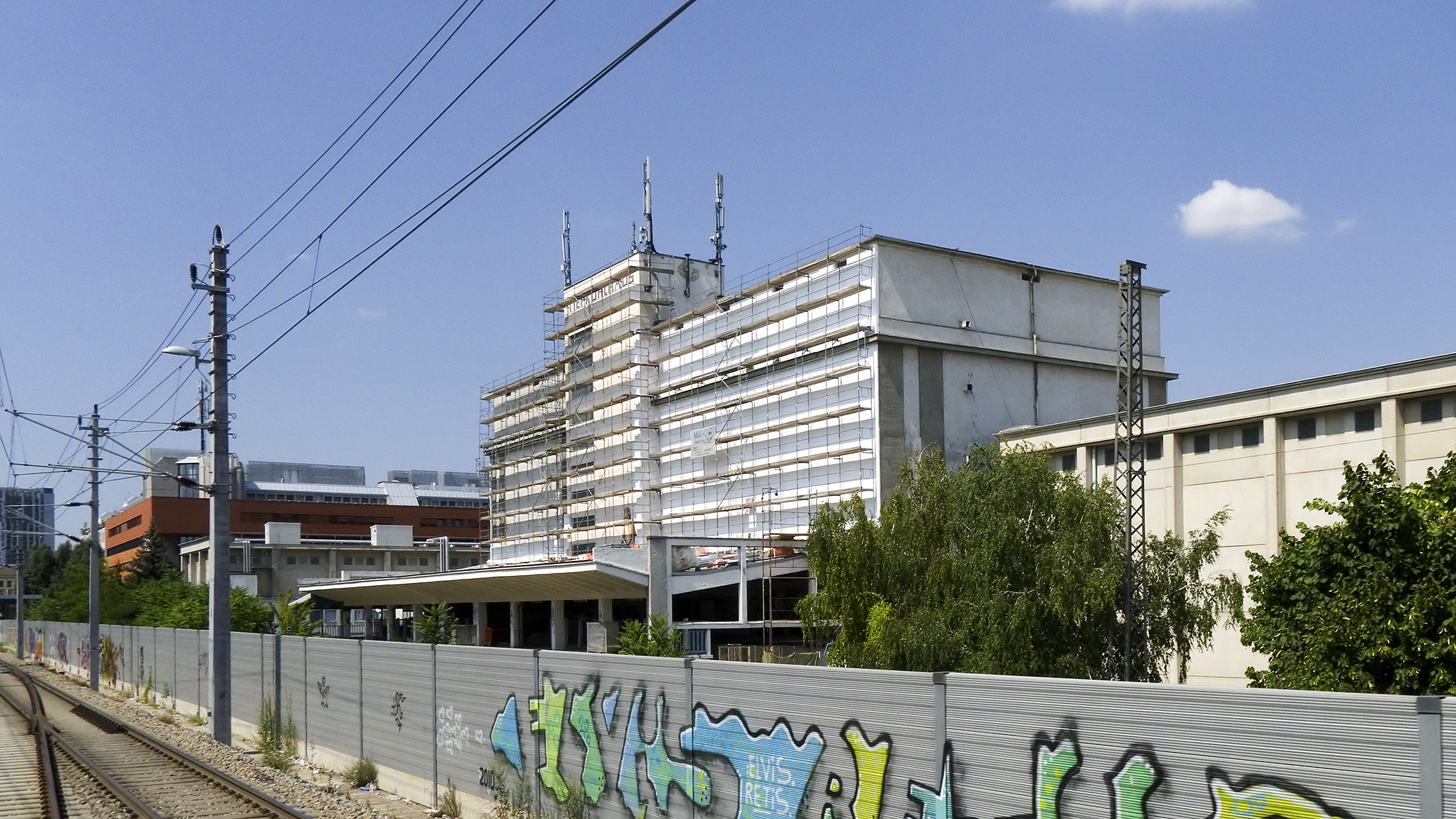
Das Tiefkühlhaus an der S-Bahn-Stammstrecke